# Sicherheitsanzündschnur

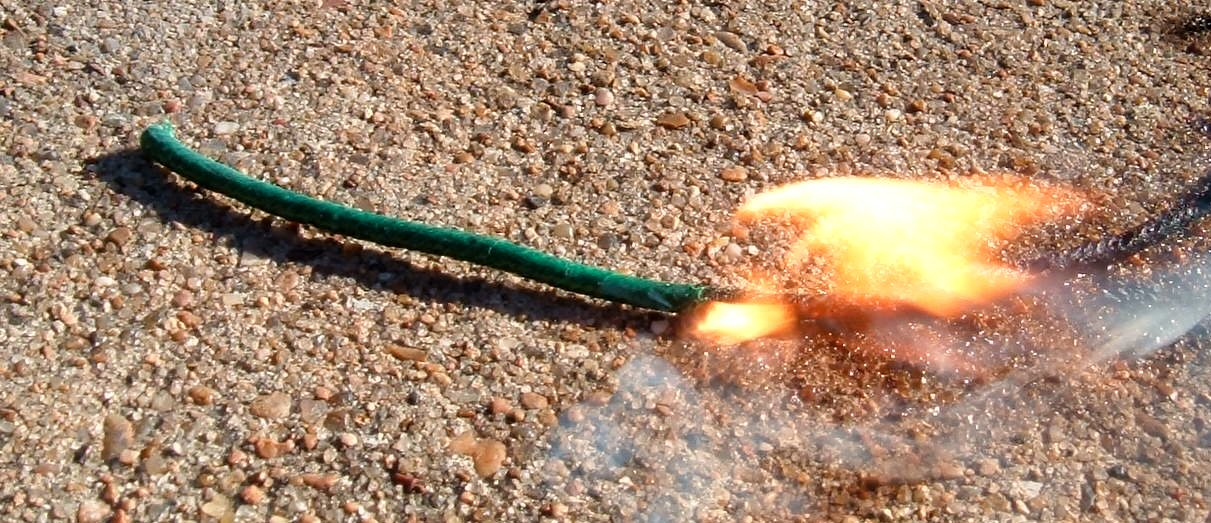
Brennende Sicherheitszündschnur

Als Sicherheitsanzündschnur wird ein mit Schwarzpulver gefüllter Gewebeschlauch von etwa 3 bis 5 mm Durchmesser bezeichnet.
Die brennende Sicherheitsanzündschnur kann durch Wasser nicht gelöscht werden; es gibt Ausführungen, die sogar unter Wasser weiter brennen.
Sicherheitsanzündschnüre sollen so gefertigt sein, dass sie nur durch eine offene Flamme entzündet werden können, nicht aber durch Funken. Die Soll-Abbrenngeschwindigkeit beträgt in der EU 60 bis 100 cm pro Minute.
Vor dem Einsatz muss die Abbrenngeschwindigkeit eines Probestücks überprüft werden, da Schwarzpulver hygroskopisch sein kann und Versager nach längerer Lagerdauer nicht ausgeschlossen werden können. Da die Zündung im Gefahrenbereich erfolgt und eine große Zeitspanne zwischen Anzündung und Sprengstoffexplosion liegt, ist der Einsatz der Sicherheitsanzündschnur im Vergleich zu anderen Zündarten (zum Beispiel elektrische Sprengzünder) riskanter.

## Nationale Vorschriften
- In der Schweiz müssen Sicherheitsanzündschnüre mindestens 90 Sekunden brennen.
- In Österreich soll der Einsatz wegen der Gefährlichkeit wenn möglich eingeschränkt werden (siehe Erläuterungen zur Sprengverordnung). Die Brenndauer muss mindestens zwei Minuten betragen.